# Gränsprotesterna på Gazaremsan 2018–2019

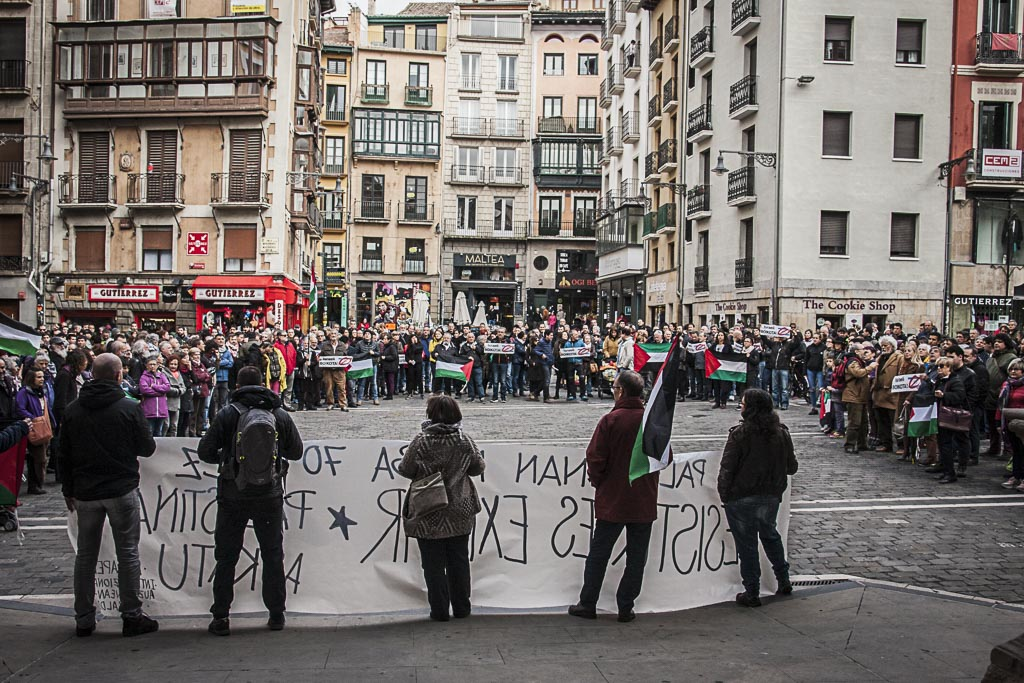
Aktionen på Gazaremsan utlöste stödaktioner på andra platser i världen som här i Pamplona

Gränsprotesterna på Gazaremsan 2018-2019, av arrangörerna kallad The Great March of return (arabiska: مسیرة العودة الكبري) var storskaliga demonstrationer som  inleddes den 30 mars 2018 av palestinska invånare på Gazaremsan. Deltagarna krävde att palestinska flyktingar och deras ättlingar skulle återfå landområden de fördrevs ifrån när staten Israel etablerades 1948. Demonstranterna krävde också att blockeringen av Gazaremsan skulle upphöra och att restriktionerna vid gränsövergångarna till Israel skulle lättas. Aktionerna genomfördes varje fredag och trappades upp i samband med flytten av den amerikanska ambassaden från Tel Aviv till Jerusalem den 14 maj 2018. Över 10 000 demonstranter deltog vid flera av tillfällena. Aktionerna pågick till december 2019.
Demonstranterna uppehöll sig vid stängselområdet mot Israel.  Enligt både FN och Hamas var demonstrationerna i huvudsak fredliga och utan våld från palestinsk sida, och huvuddelen av demonstranterna obeväpnade.  Enligt FN och israelisk militär tände dock några av deltagarna eld på däck, kastade sten och Molotovcocktails över stängslet, skickade iväg brinnande trasor hängande i ballonger som skadade israelisk egendom och försökte att fästa sprängladdningar på stängslet. Skott ska också ha avlossats från några av demonstranterna.
Israeliska militären och gränspolisen svarade med tårgasgranater, gummikulor och skarpa skott. 183 palestinska demonstranter dödades och över 9 208 sårades. FN:s kontor för samordning av humanitära frågor (OCHA) dokumenterade år 2018 det högsta antalet skadade palestinier (29 000) till följd av israeliska myndigheters våld sedan 2005, och det högsta antalet palestinska dödsfall (295) sedan Gazakriget 2014. Majoriteten av incidenterna år 2018 inträffade i samband med israelisk respons på gränsprotesterna.
Aktionen startades som en gräsrotsrörelse. Israel menar dock att aktionen iscensattes av Hamas för att kränka gränsen mot Israel. Hamas har medgett att 50 av de 62 som dödades den 14 och 15 maj var Hamas-medlemmar.
De internationella reaktionerna på upploppen har varit delade. Medan vissa länder har lagt ansvaret på Hamas för de avlidna, kritiserade andra Israel för överdriven reaktion. Den 18 maj beslutade FN:s råd för mänskliga rättigheter att inrätta en kommission som skulle granska Israels militära respons.